# Élie Gesbert
Élie Gesbert, né le 1er juillet 1995 à Saint-Brieuc, est un coureur cycliste français, membre de l'équipe Arkéa-B&B Hotels. Coureur offensif, il a notamment remporté un double titre de champion de France juniors sur route et en contre-la-montre en 2013, ainsi qu'une étape du Tour de l'Avenir en 2015.

## Biographie

### Jeunesse et carrière amateur

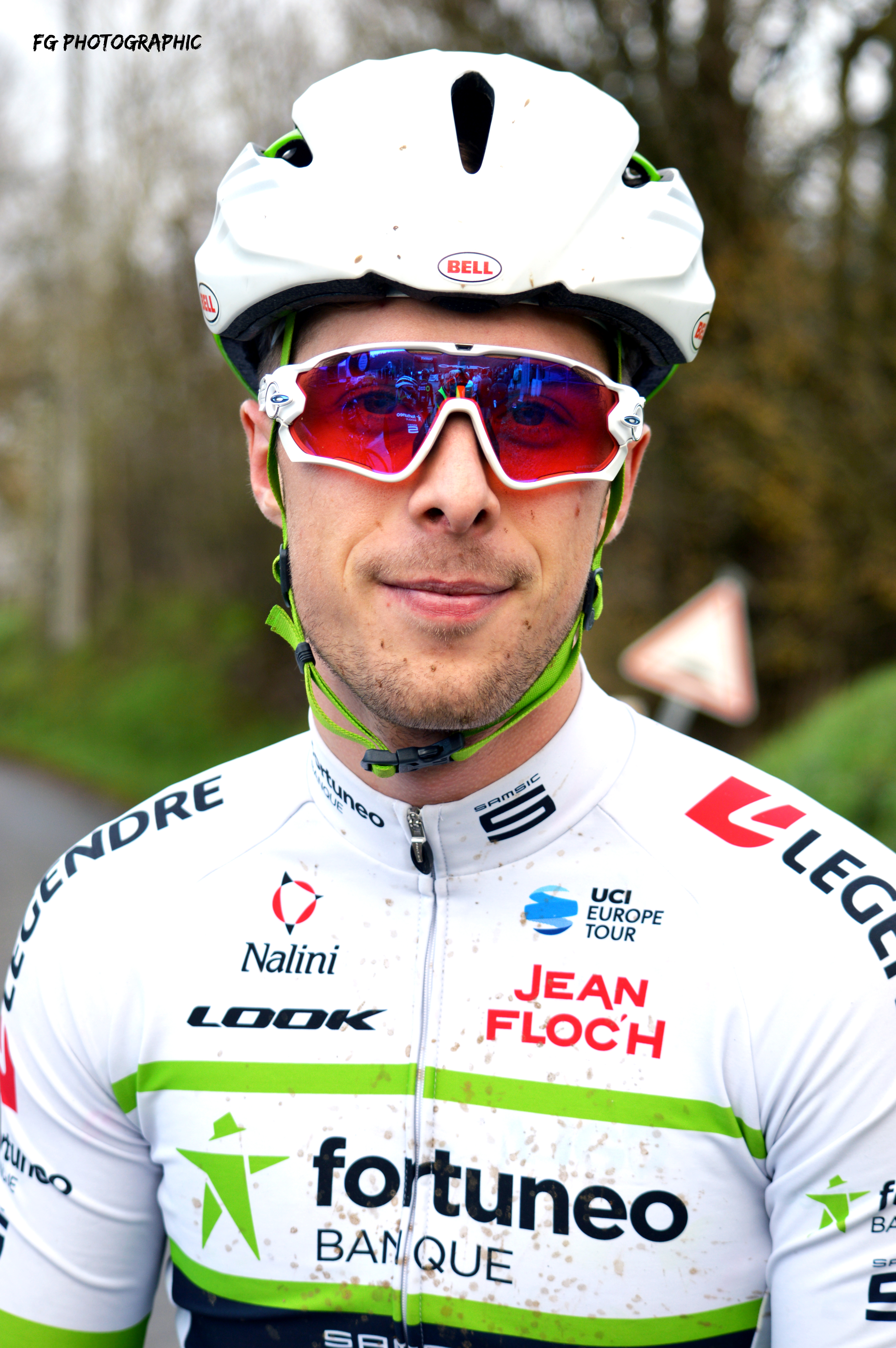
Élie Gesbert - Cyclo-cross Montbron-Eymoutiers (décembre 2018)

Il débute dans le cyclo-cross et remporte deux titres de champion de Bretagne. Licencié à Andel, il obtient quatre victoires sur route, ce qui lui permet de remporter le Challenge national juniors en 2012 en ayant remporté trois des quatre manches. Il se distingue par la suite sur la Course de la Paix juniors avec une dixième place au classement général. Il obtient la quinzième place du championnat du monde du contre-la-montre juniors.
En deuxième année junior, il remporte la troisième étape de la Course de la Paix juniors 2013 et termine quatrième du classement général. Après une deuxième place au championnat d'Europe en ligne derrière son compatriote Franck Bonnamour alors qu'il était seul en tête mais victime d'une crevaison, il gagne durant l'été le Signal d'Ecouves Juniors, la Ronde des vallées, les championnats de France juniors sur route et du contre-la-montre, et se classe deuxième du Tour du Valromey.
En 2014, il quitte le club d'Andel pour rejoindre le Pays de Dinan (DN3), où il restera deux années et passe dans la catégorie espoirs (moins de 23 ans). Il se classe quatrième du championnat de France du contre-la-montre espoirs.
En 2015, Élie Gesbert signe son premier contrat de stagiaire au sein de l'équipe professionnelle FDJ et inscrit à son palmarès l'étape des Alpes du Tour de l'Avenir, après un raid solitaire de 80 km.

### Carrière professionnelle
En 2016, il s'engage avec le VC Pays de Loudéac (DN1), réserve de l'équipe continentale professionnelle Fortuneo-Vital Concept où il signe un contrat professionnel au mois d’août.
Son début de saison 2017 est retardé par une fracture au pouce gauche, dû à une chute à l'entrainement. Il remporte la sixième étape du Tour de Bretagne, son premier succès chez les professionnels, au mois d'avril. Pour sa première année chez les professionnels, le directeur de l'équipe Fortuneo-Vital Concept Emmanuel Hubert l'intègre dans la sélection pour le Tour de France 2017. Il est le plus jeune participant de cette édition qu'il termine à la 85e place. Il se distingue par la suite sur le Tour du Limousin où il remporte la première étape et porte le maillot jaune jusqu'au dernier jour. Coiffé sur le fil par Alexis Vuillermoz (qui remporta cette édition 2017 non pas au temps mais à la place).
En 2018, il termine dixième du Tour du Limousin et remporte le classement du meilleur jeune de cette course.
En 2019, il confirme son potentiel et termine cinquième et meilleur jeune du Tour d'Oman. En juillet, il participe pour la troisième fois au Tour de France. Début février 2020, il est victime d'une lourde chute lors du Challenge de Majorque et souffre d'une fracture de la rotule. En avril 2020, il prolonge son contrat de deux années supplémentaires, jusqu'en 2022, avec Arkéa-Samsic.
La saison 2021 de Gesbert est perturbée en mai en raison d'un test positif au SARS-CoV-2.
Pris dans une chute collective au cours de Liège-Bastogne-Liège 2022, Gesbert y subit une fracture à la hanche droite. Il fait on retour dans le peloton en juillet et obtient plusieurs tops 10, dont deux sur le Tour d'Espagne. En début de saison 2023, il ne retrouve pas son meilleur niveau et après plusieurs examens, il est révélé qu'il souffre d’une endofibrose iliaque. Après une opération en avril, il connait une longue période de convalescence et reprend la compétition le 11 août 2024.

## Palmarès

### Palmarès amateur
| - 2012 - Champion de Bretagne de cyclo-cross juniors - Challenge National juniors - Boucles du Canton de Trélon - Tour du Pays d'Olliergues : - Classement général - 1re étape (contre-la-montre) - Tour du Canton d'Aurignac - 2e du Trophée Sébaco - 2013 - Champion de France sur route juniors - Champion de France du contre-la-montre juniors - Champion de Bretagne sur route juniors - Champion des Côtes-d'Armor sur route juniors - 3e étape de la Course de la Paix juniors - Ronde des vallées - Signal d'Écouves - 2e du Tour du Valromey - Médaillé d'argent du championnat d'Europe sur route juniors - 2e du Chrono des Nations-Les Herbiers-Vendée juniors - 3e de la Flèche Plédranaise - 2014 - Champion des Côtes-d'Armor - Tour du Pays Naborien - Classement général des Trois Jours de Cherbourg - 2e de Plaintel-Plaintel - 2e des Boucles sérentaises - 2e du Grand Prix de Guichen - 2e du championnat de Bretagne du contre-la-montre - 3e du Circuit du Morbihan - 3e du Tour du Pays de Lesneven - 3e de Manche-Océan | - 2015 - Grand Prix de Guichen - 6e étape du Tour de l'Avenir - 2e du Tour des Mauges - 2e du championnat de Bretagne espoirs - 2e du Kreiz Breizh Elites - 3e de La SportBreizh - 2016 - Tour de Basse-Navarre - 3e étape de la Ronde de l'Isard d'Ariège - Grand Prix de Rennes Liberté - 3e étape du Tour d'Eure-et-Loir - 3e et 4e étapes du Tour Nivernais Morvan - 1re et 4e étapes du Tour de la Dordogne - 2e du Circuit du Mené - 3e de la Route bretonne |  |

### Palmarès professionnel
- 2017
  - 6e étape du Tour de Bretagne
  - 1re étape du Tour du Limousin
  - 2e du Tour du Limousin
- 2021
  - 5e étape du Tour de l'Algarve

### Résultats sur les grands tours

#### Tour de France
4 participations
- 2017 : 85e
- 2018 : 86e
- 2019 : 78e
- 2021 : 61e

#### Tour d'Espagne
3 participations
- 2022 : 42e
- 2023 : 73e
- 2024 : non-partant (8e étape)

## Classements mondiaux
| Année                                 | 2015 | 2016 | 2017 | 2018  | 2019 | 2020  | 2021 | 2022 | 2023 | 2024  |
| ------------------------------------- | ---- | ---- | ---- | ----- | ---- | ----- | ---- | ---- | ---- | ----- |
| Classement mondial                    |      | 874e | 476e | 1627e | 247e | 1673e | 188e | 251e | 259e | 2677e |
| UCI Europe Tour                       | 345e | 560e | 273e | 1052e | 202e | 1242e | 160e | 204e | nc   | nc    |
|                                       |      |      |      |       |      |       |      |      |      |       |
| Légende : nc = non classéSource : UCI |      |      |      |       |      |       |      |      |      |       |

## Distinctions
- Vélo d'or Juniors : 2013